# Heinsen (Eime)
Heinsen è una frazione (Ortsteil) del comune di Eime, nel land della Bassa Sassonia, in Germania.

## Storia
Già feudo agricolo appartenente alla nobile famiglia von Hammerstein nel circondario di Gronau, attorno al 1900 la sua amministrazione passò al comune di Deilmissen, di cui divenne parte nel 1964; insieme con Deilmissen, fu incorporato a Eime il 1º marzo 1974.